# هند السعديدي
هند سعديدي- هي ممثلة مغربية، ولدت بمدينة الدار البيضاء في يونيو 1979م، والتي اختزلت موهبتها وتعلمت بين أسوارها أصول الفن والتمثيل، بالضبط داخل المعهد العالي للفنون المسرحية، نشأت في عائلة شجعتها على هذا المشوار من أجل الإبداع والتميز أكثر وتحقيق الكثير من الشهرة والنجاح ، شاركت في العديد من الأعمال المسرحية والسينمائية والتلفزيونية، وظهرت للمرة الأولى في مسلسل دواير الزمان.

## مشوارها الفني
تعلمت هند أصول الفن والتمثيل في المعهد العالي للفنون المسرحية، ثم بدأت بعد ذلك مسيرتها الفنية في التمثيل في أوائل العقد الثاني من القرن الحادي والعشرين.
وتعد هند السعديدي من أبرز الممثلات المغربيات اللواتي بصمن الساحة الفنية المغربية بمشوار فني ناجح، قدمت من خلاله أعمالا تلفزيونية وسينمائية عديدة، إضافة إلى تألقها في مجموعة من العروض المسرحية.
وتعد أيضاً، واحدة من ألمع نجمات الشاشة المغربية، ولعت بخشبة المسرح مند خطواتها الأولى، واستطاعت بكل جهد وعطاء تطوير لائحة فنية مليئة بالأعمال المسرحية والسينمائية والتلفزيونية المميزة. بل وتعتبر هند السعديدي من أجمل الشخصيات التمثيلية في الوطن العربي فهي تمتلك تمثيل احترافي جذب الكثير من المتابعين لها بسبب أدائها المميز كما كان لها حضور متألق على المسرح
والولادة الأولى للفنانة هند السعديدي، كان في مسلسل “دواير الزمان” في سنة 2000، الذي لعبت فيه هند، دورا مركبا أبانت من خلاله عن براعتها وقوة موهبتها المتأصلة من عمق جدورها المغربية وسيرورة حياتها التي كونت للمغاربة إمرأة مليئة بالحيوية والأمل في بلوغ أعلى المراتب
وتتميز هند السعديدي بموهبتها الفنية الفذة وتقنياتها المهارية في التمثيل، حيث تتمتع هذه الأخيرة بشخصية قوية وحضور ساحر على الشاشة، كما يعرف عنها اهتمامها القوي بالقضايا الاجتماعية والإنسانية، اليت تسعى دائما من خلالها إلى تعزيز الوعي والتغيير الإيجابي في مجتمعها.

## أعمالها الفنية
شاركت هند السعديدي في العديد من الأعمال الفنية ، في التلفزيون، والسينما ، والمسرح ، ونذكر من أعماله:

### مسلسلات
- 2000 دواير الزمان- من تاليف: عبدالرحيم بهير، واخراج: فريدة بورقية، وقد شاركها في العمل كل من: عبدالقادر مطاع، ومحمد الكغاط.[6]
- 2002: جنان الكرمة
- 2004 : موعد مع المجهول
- 2006 : البعد الآخر- من تأليف: محمد كغاط، ومراد الخودي، واخراج: محمد كغاط، ورشيد الوالي ، وقد شاركها في العمل كل من: رشيد الوالي، وهشام بهلول.[7]
- 2007-2006: الأبرياء
- 2012: بنات لالة منانة (ج1) - من تأليف: فديريكو غارسيا لوركا (مستوحاة من قصته الأصلية "بيت بيرناردا ألبا") ، واخراج : ياسين فنان، وشاركها في العمل كل من: سامية أقريو، ونورا الصقلي.[8]
- 2013 : بنات لالة منانة (ج2) - من تأليف: نرجس المودن، واخراج: ياسين فنان، وقد شاركها في العمل كل من: عبدالله ديدان، والسعدية أزكون.[9]
- 2016 : ستون لكلام - من تأليف: يوسف الجندي، واخراج: منصف مالزي ، وشاركها في العمل كل من: يوسف الجندي، وإبراهيم خاي.[10]
- 2016 : الحرة - من تأليف: رضا بنعزوزة، واخراج: إبراهيم الشكيري، وشاركها في العمل كل من : عزالعرب الكغاط، وصونيا عكاشة.[11]
- 2016 : سر المرجان (ج1) - من تأليف : سامية أقريو، ونورا الصقلي، واخراج: شوقي العوفير، وقد شاركها في العمل كل من: سامية أقريو ، ونورا الصقلي.وجسدت فيه هند دور "ربيعة" [12]
- 2017 : سر المرجان (ج2)
- 2019 : الدنيا دوارة - من تأليف: بشري مالك، وإدريس شلوح، ومن اخراج: محمد نصرات، وجسدت فيه هند دور "نعمة" وشاركها في العمل كل من : محمد خيي، ومني فتو.[13]
- 2022: أمولا نوبا - من تأليف : جواد لحلو، واخراج: سامية أقريو، وشاركها في العمل كل من: رشيد الوالي ونورا الصقلي، وقامت هند فيه بدور " صاحبة الكاميرا" [14]
- 2022 : بغيت حياتك - من تأليف : سامية أقريو، ونورا الصقلي، واخراج: شوقي العوفير ، وسامية أقريو. وشاركها في العمل كل من: نورا الصقلي، وسامية أقريو، ولعبت فيه هند دور "ملاك".[15]
- 2022 : بيا ولا بيك - من تأليف: عدنان موحجة، ويحيي الفاندي ، واخراج: مراد الخودي، ويونس الركاب، وجسدت هند دور " أم هاني" وقد شاركها في العمل كل من: محمد خيي، وفاطمة خير.[16]
- 2023 : لمكتوب (ج2) - من تأليف : فاتن اليوسفي، واخراج: علاء أكعبون، وشاركها في العمل كل من: دنيا بوطازوت، ومريم الزعيمي. وجسدت فيه هند دور "زهرة" [17]

### أفلام
- 1998: طعم الأمل
- 2001 : حلم ليلة شتاء
- 2002: تسقط الخيل تباعا
- 2002: الفراشة السوداء
- 2003: أنا، أمي وبثينة - من تاليف : أحمد بولان، ومحمد العروسي، واخراج: أحمد بولان ، وجسدت فيه هند دور "الزوجة" ، وشاركها في العمل كل من: حسن الفد ، وآمال الشبلي.[18]
- 2004: المعلمة
- 2007 : كل ماتريده لولا
- 2008: حجار الواد
- 2008: بلا حدود
- 2017 : العاطي الله - من تأليف : سامية أقريو، وعبد العالي لمهر، واخراج : سامية أقريو، وشاركها العمل كل من : رشيد الوالي، وحمزة الفيلالي.[19]
- 2018: دموع الرمال

## روابط خارجية
- هند السعديدي علي ميديا راديو.
- هند السعديدي على موقع IMDb (الإنجليزية)
- هند السعديدي على موقع قاعدة بيانات الأفلام العربية